# Los Tigres del Norte

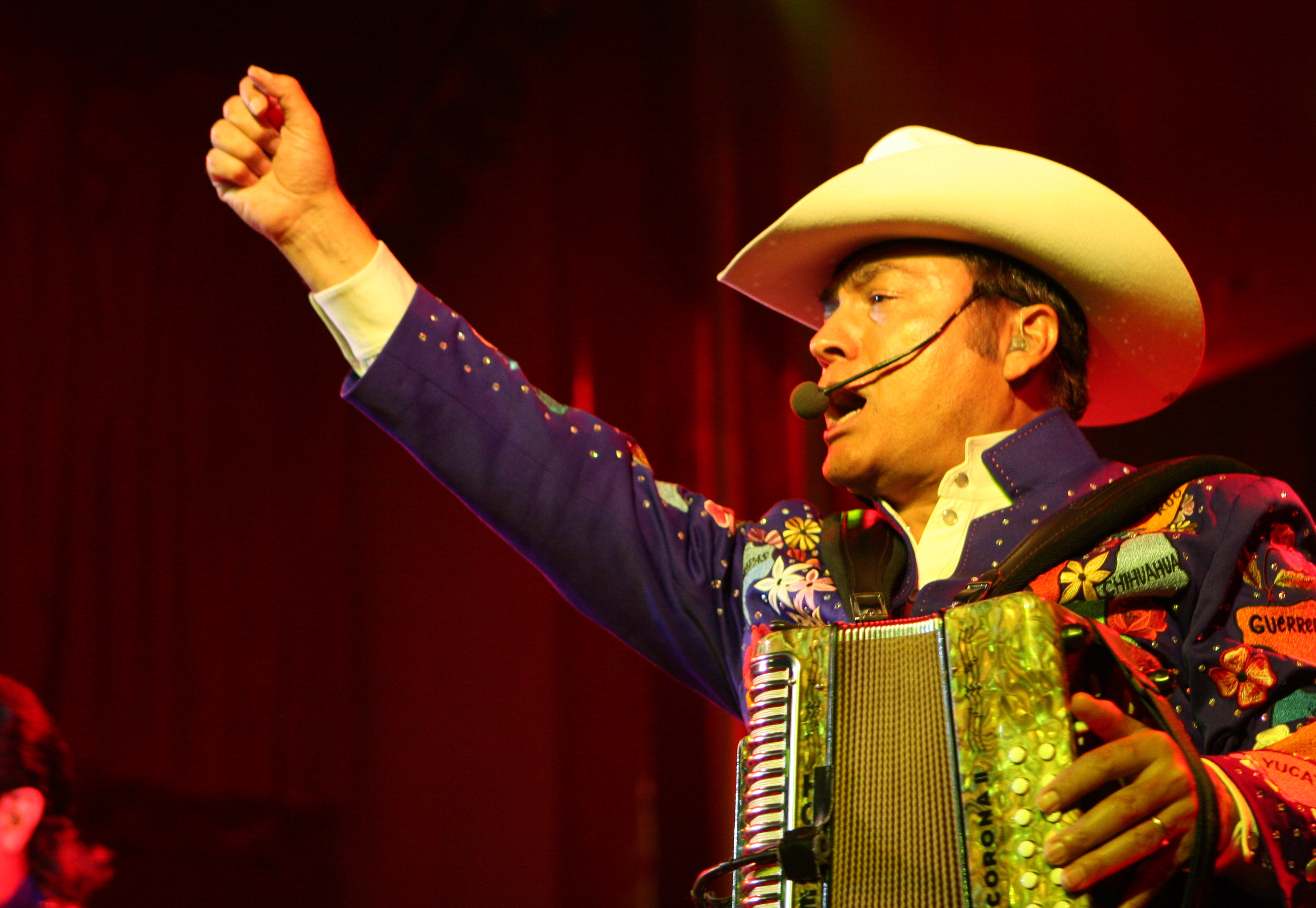
Jorge Hernández (2008)

Los Tigres del Norte ist eine mexikanische Musikgruppe, die 1968 in Mocorito (Sinaloa) gegründet wurde und bis heute aktiv ist.
Ihr Stil orientiert sich am nordmexikanischen Stil der Norteñas und der Corridos wie auch Narcocorridos. Sie ist in Mexiko sowie in vielen Teilen Nord- und Südamerikas bekannt.

## Karriere
1988 wurden sie in den USA mit dem Grammy für mexikanisch-amerikanische Alben für Gracias! … América … Sin fronteras ausgezeichnet. 2007 gab es für Historias que contar einen weiteren Grammy in der Kategorie „bestes Norteño-Album“.
Seit ihrer Gründung im Jahr 1968 veröffentlichten Los Tigres del Norte über 35 Langspielplatten. Sie gelten als eine der erfolgreichsten und am längsten existierenden Gruppen ihres Genres.

## Bandmitglieder
- Jorge Hernández: Akkordeon und Gesang
- Hernán Hernández: Bass und Gesang
- Eduardo Hernández: Akkordeon, Saxophon, Bajo Sexto und Gesang
- Luis Hernández: Bajo Sexto und Gesang
- Oscar Lara: Schlagzeug

## Diskografie

### Studioalben
| Jahr | Titel Musiklabel                                                   | Höchstplatzierung, Gesamtwochen, AuszeichnungChartplatzierungen (Jahr, Titel, Musiklabel, Platzierungen, Wochen, Auszeichnungen, Anmerkungen) | Höchstplatzierung, Gesamtwochen, AuszeichnungChartplatzierungen (Jahr, Titel, Musiklabel, Platzierungen, Wochen, Auszeichnungen, Anmerkungen) | Höchstplatzierung, Gesamtwochen, AuszeichnungChartplatzierungen (Jahr, Titel, Musiklabel, Platzierungen, Wochen, Auszeichnungen, Anmerkungen) | Anmerkungen                                       |
| Jahr | Titel Musiklabel                                                   | US | Latin | MX | Anmerkungen                                       |
| ---- | ------------------------------------------------------------------ | --- | --- | --- | ------------------------------------------------- |
| 1994 | Los dos plebes Fonovisa Records                                    | US— GoldUS | Latin6 (56 Wo.)Latin | — | Erstveröffentlichung: 19. April 1994              |
| 1994 | 16 kilates musicales                                               | — | Latin39 (32 Wo.)Latin | — | Erstveröffentlichung: 14. Juli 1994               |
| 1995 | El ejemplo Fonovisa Records                                        | US— GoldUS | Latin8 (60 Wo.)Latin | — | Erstveröffentlichung: 2. Mai 1995                 |
| 1995 | A ti madrecita Fonovisa Records                                    | US— GoldUS | Latin15 (3 Wo.)Latin | MX50 ×5Fünffachgold · (6 Wo.)MX | Charteinstieg MX: 2007                            |
| 1996 | Unidos para siempre Fonovisa Records                               | US— GoldUS | Latin3 (61 Wo.)Latin | — |                                                   |
| 1997 | Jefe de jefes Fonovisa Records                                     | US149 Platin · (3 Wo.)US | Latin1 (39 Wo.)Latin | — | Erstveröffentlichung: 17. Juni 1997               |
| 1998 | Así como tú Fonovisa Records                                       | US— GoldUS | Latin7 (41 Wo.)Latin | — |                                                   |
| 1998 | Siguen los zarpazos Fonovisa Records                               | — | Latin50 (1 Wo.)Latin | MX— GoldMX | Erstveröffentlichung: 11. August 1998             |
| 1999 | Herencia de familia Fonovisa Records                               | US92 Gold · (5 Wo.)US | Latin2 (42 Wo.)Latin | MX— PlatinMX | Erstveröffentlichung: 6. Juli 1999                |
| 2000 | De paisano a paisano Fonovisa Records                              | US92 Gold · (4 Wo.)US | Latin2 (34 Wo.)Latin | MX— PlatinMX |                                                   |
| 2001 | Uniendo fronteras Fonovisa Records                                 | US116 Gold · (5 Wo.)US | Latin1 (45 Wo.)Latin | — | Erstveröffentlichung: 28. August 2001             |
| 2002 | La reina del sur Fonovisa Records                                  | US54 (4 Wo.)US | Latin1 (36 Wo.)Latin | MX— PlatinMX | Erstveröffentlichung: 29. Oktober 2002            |
| 2003 | Herencia musical: 20 corridos inolvidables Fonovisa Records        | US67 (8 Wo.)US | Latin1 (39 Wo.)Latin | MX— GoldMX | Erstveröffentlichung: 1. Juli 2003 Kompilation    |
| 2003 | Herencia musical: 20 boleros romanticos Fonovisa Records           | — | Latin5 (20 Wo.)Latin | MX— GoldMX | Kompilation                                       |
| 2004 | Pacto de sangre Fonovisa Records                                   | US75 (7 Wo.)US | Latin1 (23 Wo.)Latin | MX— PlatinMX | Erstveröffentlichung: 30. März 2004               |
| 2004 | 20 norteñas famosas Fonovisa Records                               | US117 (4 Wo.)US | Latin4 (57 Wo.)Latin | — | Kompilation                                       |
| 2005 | Directo al corazón Fonovisa Records                                | US48 (6 Wo.)US | Latin2 (18 Wo.)Latin | MX2 Gold · (35 Wo.)MX | Erstveröffentlichung: 29. März 2005               |
| 2005 | Las mas pedidas                                                    | US129 (4 Wo.)US | Latin4 (22 Wo.)Latin | — | Erstveröffentlichung: 16. August 2005             |
| 2005 | Cumbias y algo más …                                               | — | Latin17 (12 Wo.)Latin | — | Erstveröffentlichung: 15. November 2005           |
| 2006 | Historias que contar                                               | US72 (4 Wo.)US | Latin2 ×2Doppelplatin · (24 Wo.)Latin | MX— GoldMX | Erstveröffentlichung: 4. April 2006               |
| 2006 | La banda del carro rojo                                            | — | Latin8 Platin · (18 Wo.)Latin | — | Erstveröffentlichung: 1975                        |
| 2006 | Pueblo querido / La muerte del soplón                              | US175 (1 Wo.)US | Latin11 (21 Wo.)Latin | — | Erstveröffentlichung: 1976                        |
| 2007 | Detalles y emociones Fonovisa Records                              | US65 (5 Wo.)US | Latin2 Platin · (20 Wo.)Latin | MX40 (29 Wo.)MX | Erstveröffentlichung: 27. März 2007               |
| 2007 | 20 corridos prohibidos                                             | US137 (3 Wo.)US | Latin7 (24 Wo.)Latin | MX69 (2 Wo.)MX | Kompilation                                       |
| 2007 | 25 joyas                                                           | — | Latin12 (21 Wo.)Latin | MX81 (2 Wo.)MX |                                                   |
| 2008 | Raices                                                             | US68 (5 Wo.)US | Latin1 (19 Wo.)Latin | MX32 (27 Wo.)MX | Erstveröffentlichung: 4. Mai 2008                 |
| 2008 | Tu noche con …                                                     | — | Latin14 (13 Wo.)Latin | MX89 (2 Wo.)MX | Erstveröffentlichung: 24. November 2008 Livealbum |
| 2009 | Leyenda y tradicion: Las grandes norteñas de los idoles del pueblo | — | Latin11 (12 Wo.)Latin | — |                                                   |
| 2009 | La granja                                                          | US45 (5 Wo.)US | Latin1 Platin · (46 Wo.)Latin | MX15 Gold · (9 Wo.)MX | Erstveröffentlichung: 8. September 2009           |
| 2010 | Leyenda y tradición – Los mejores corridos de los jefes de jefes   | — | Latin12 (18 Wo.)Latin | — |                                                   |
| 2010 | El rugido de los Tigres del Norte                                  | — | Latin20 (14 Wo.)Latin | — | Erstveröffentlichung: 7. Dezember 2010            |
| 2011 | tr3s Presents: MTV Unplugged: Los Tigres del Norte and Friends     | US134 (2 Wo.)US | Latin3 (50 Wo.)Latin | MX1 Diamant · (33 Wo.)MX | Erstveröffentlichung: 24. Mai 2011                |
| 2014 | Realidades                                                         | US130 (2 Wo.)US | Latin2 (17 Wo.)Latin | — | Erstveröffentlichung: 7. Oktober 2014             |
| 2015 | Desde el azteca                                                    | — | Latin6 (18 Wo.)Latin | MX17 (26 Wo.)MX | Erstveröffentlichung: 13. November 2015           |
| 2019 | At Folsom Prison                                                   | — | Latin40 (1 Wo.)Latin | MX17 (23 Wo.)MX | Soundtrack                                        |
| 2019 | Lo más escuchado de los Tigres del Norte                           | — | Latin27 (32 Wo.)Latin | — | Erstveröffentlichung: 26. Juli 2019               |

grau schraffiert: keine Chartdaten aus diesem Jahr verfügbar
Weitere Alben
- 1987: Gracias! … América … Sin fronteras
- 1988: Amores … que van y vienen (MX: Gold)
- 1990: Para adoloridos
- 1991: Incansables
- 1992: Con sentimiento y sabor
- 1993: La garra de … (US: Gold)
- 2021: La reunión

### Singles
| Jahr | Titel Album                                                        | Höchstplatzierung, Gesamtwochen, AuszeichnungChartsChartplatzierungen (Jahr, Titel, Album, Platzierungen, Wochen, Auszeichnungen, Anmerkungen) | Anmerkungen                            |
| Jahr | Titel Album                                                        | Latin | Anmerkungen                            |
| ---- | ------------------------------------------------------------------ | --- | -------------------------------------- |
| 1987 | Los hijos de Hernandez Gracias! … América … Sin fronteras          | Latin29 (11 Wo.)Latin |                                        |
| 1990 | Corazon usado Para adoloridos                                      | Latin20 (4 Wo.)Latin |                                        |
| 1991 | Ya te velé Para adoloridos                                         | Latin26 (5 Wo.)Latin |                                        |
| 1991 | Hoy no es mi día Incansables                                       | Latin20 (11 Wo.)Latin |                                        |
| 1992 | El celular Con sentimiento y sabor                                 | Latin16 (11 Wo.)Latin |                                        |
| 1992 | Tan bonita Con sentimiento y sabor                                 | Latin37 (2 Wo.)Latin |                                        |
| 1993 | Pacas de a kilo La garra de …                                      | Latin15 (9 Wo.)Latin |                                        |
| 1993 | El canelo La garra de …                                            | Latin35 (2 Wo.)Latin |                                        |
| 1994 | Si no me falla el corazón Los dos plebes                           | Latin32 (3 Wo.)Latin |                                        |
| 1994 | Los dos plebes                                                     | Latin27 (4 Wo.)Latin |                                        |
| 1994 | La mesa del rincón Los dos plebes                                  | Latin9 (14 Wo.)Latin |                                        |
| 1994 | Entre el amor y yo Los dos plebes                                  | Latin29 (4 Wo.)Latin |                                        |
| 1995 | Navidad de los pobres –                                            | Latin26 (1 Wo.)Latin |                                        |
| 1995 | La fama de la pareja El ejemplo                                    | Latin5 (10 Wo.)Latin |                                        |
| 1995 | El ejemplo                                                         | Latin6 (11 Wo.)Latin |                                        |
| 1995 | Golpes en el corazón El ejemplo                                    | Latin2 (23 Wo.)Latin |                                        |
| 1996 | Que de raro tiene El ejemplo                                       | Latin33 (2 Wo.)Latin |                                        |
| 1996 | No puedo más El ejemplo                                            | Latin15 (18 Wo.)Latin |                                        |
| 1996 | El circo Unidos para siempre                                       | Latin1 (12 Wo.)Latin |                                        |
| 1996 | El reportero Unidos para siempre                                   | Latin2 (8 Wo.)Latin |                                        |
| 1996 | Cuestion olvidada Unidos para siempre                              | Latin3 (10 Wo.)Latin |                                        |
| 1997 | No pude enamorarme más Unidos para siempre                         | Latin2 (19 Wo.)Latin |                                        |
| 1997 | Mi sangre prisionera Unidos para siempre                           | Latin2 (10 Wo.)Latin |                                        |
| 1997 | Unidos para siempre                                                | Latin3 (7 Wo.)Latin |                                        |
| 1997 | El mojado acaudalado Jefe de jefes                                 | Latin1 (12 Wo.)Latin |                                        |
| 1997 | Jefe de jefes                                                      | Latin4 (9 Wo.)Latin |                                        |
| 1997 | El dolor de un padre Jefe de jefes                                 | Latin31 (2 Wo.)Latin |                                        |
| 1997 | Mis dos patrias (live) Jefe de jefes                               | Latin21 (8 Wo.)Latin |                                        |
| 1998 | La temporada es buena Así como tú                                  | Latin17 (5 Wo.)Latin |                                        |
| 1998 | Con que derecho Así como tú                                        | Latin12 (15 Wo.)Latin |                                        |
| 1998 | Quiero volar contigo Así como tú                                   | Latin23 (7 Wo.)Latin |                                        |
| 1998 | El hijo de Tijuana Así como tú                                     | Latin15 (11 Wo.)Latin |                                        |
| 1999 | Así como tú                                                        | Latin19 (11 Wo.)Latin |                                        |
| 1999 | Lagrimas Herencia de familia                                       | Latin7 (21 Wo.)Latin |                                        |
| 1999 | Con la soga al cuello Herencia de familia                          | Latin29 (4 Wo.)Latin |                                        |
| 2000 | Ando amanecido Herencia de familia                                 | Latin15 (11 Wo.)Latin |                                        |
| 2000 | Prision de amor Herencia de familia                                | Latin17 (10 Wo.)Latin |                                        |
| 2000 | De paisano a paisano                                               | Latin7 (21 Wo.)Latin |                                        |
| 2001 | Necesito mi libertad De paisano a paisano                          | Latin34 (5 Wo.)Latin |                                        |
| 2001 | Me declaro culpable De paisano a paisano                           | Latin13 (13 Wo.)Latin |                                        |
| 2001 | Mi fantasía Uniendo fronteras                                      | Latin14 (18 Wo.)Latin |                                        |
| 2002 | De rama en rama Uniendo fronteras                                  | Latin23 (16 Wo.)Latin |                                        |
| 2002 | Somos más americanos Uniendo Fronteras                             | Latin39 (3 Wo.)Latin |                                        |
| 2002 | La reina del sur                                                   | Latin9 (19 Wo.)Latin |                                        |
| 2003 | Mi soldado La reina del sur                                        | Latin4 (15 Wo.)Latin |                                        |
| 2003 | ¿En qué fallé? La reina del sur                                    | Latin41 (3 Wo.)Latin |                                        |
| 2003 | Cáusame la muerte La reina del sur                                 | Latin16 (22 Wo.)Latin |                                        |
| 2004 | José Pérez León Pacto de sangre                                    | Latin23 (9 Wo.)Latin |                                        |
| 2004 | No tiene la culpa el indio Pacto de sangre                         | Latin17 (20 Wo.)Latin |                                        |
| 2005 | La sorpresa Directo al corazón                                     | Latin3 (26 Wo.)Latin |                                        |
| 2005 | Socios Directo al corazón                                          | Latin19 (13 Wo.)Latin |                                        |
| 2006 | Directo al corazón                                                 | Latin28 (8 Wo.)Latin |                                        |
| 2006 | Señor Locutor Historias que contar                                 | Latin10 (13 Wo.)Latin |                                        |
| 2006 | Ingratitud Historias que contar                                    | Latin22 (7 Wo.)Latin |                                        |
| 2006 | Regalo caro Historias que contar                                   | Latin28 (12 Wo.)Latin |                                        |
| 2007 | Le compre la muerte a mi hijo Historias que contar                 | Latin23 (13 Wo.)Latin |                                        |
| 2007 | Detalles Detalles y emociones                                      | Latin4 (18 Wo.)Latin |                                        |
| 2007 | Lagrimas de sangre Detalles y emociones                            | Latin27 (18 Wo.)Latin |                                        |
| 2008 | Rumbo al sur Raíces                                                | Latin13 (20 Wo.)Latin |                                        |
| 2009 | La granja                                                          | Latin5 (13 Wo.)Latin |                                        |
| 2010 | Mi curiosidad La granja                                            | Latin17 (20 Wo.)Latin |                                        |
| 2010 | Sala de espera La granja                                           | Latin41 (5 Wo.)Latin |                                        |
| 2010 | Aguas revueltas El rugido de los Tigres del Norte                  | Latin46 (3 Wo.)Latin |                                        |
| 2011 | Golpes en el corazón MTV Unplugged: Los Tigres Del Norte & Friends | Latin39 (10 Wo.)Latin | feat. Paulina Rubio                    |
| 2014 | La bala Realidades                                                 | Latin12 (20 Wo.)Latin |                                        |
| 2015 | Qué tal si eres tú Realidades                                      | Latin36 (11 Wo.)Latin |                                        |
| 2021 | ¿En dónde estabas? La reunión                                      | Latin33 (1 Wo.)Latin | Erstveröffentlichung: 29. Oktober 2021 |

## Auszeichnungen für Musikverkäufe
Anmerkung: Auszeichnungen in Ländern aus den Charttabellen bzw. Chartboxen sind in ebendiesen zu finden.
| Land/RegionAuszeichnungen für Musikverkäufe (Land/Region, Auszeichnungen, Verkäufe, Quellen) | Gold       | Platin       | Diamant  | Verkäufe  | Quellen         |
| -------------------------------------------------------------------------------------------- | ---------- | ------------ | -------- | --------- | --------------- |
| Mexiko (AMPROFON)                                                                            | 9× Gold9   | 6× Platin6   | Diamant1 | 1.510.000 | amprofon.com.mx |
| Vereinigte Staaten (RIAA)                                                                    | 9× Gold9   | 6× Platin6   | —        | 5.800.000 | riaa.com        |
| Insgesamt                                                                                    | 18× Gold18 | 12× Platin12 | Diamant1 |           |                 |